# Denis Lagos
Denis «Plitis» Lagos (Comayagua, Honduras, 18 de agosto de 1947) es un exfutbolista hondureño que jugó como volante y puntero izquierdo en el Club Deportivo Marathon en la década de los 60 y 70.

## Palmarés
- Datos: Q18613884